# قانون الأسابيع
قانون الأسابيع هو قانون اتحادي سنه كونغرس الولايات المتحدة في 1 مارس 1911. قدمه جون دبليو ويكس عضو الكونجرس عن ولاية ماساتشوستس ووقعه الرئيس ويليام هوارد تافت ليصبح قانونًا، خول القانون وزير الزراعة الأمريكي «فحص وتحديد موقع والتوصية بشرائها ... مثل هذه الأراضي الواقعة ضمن مستجمعات المياه في الجداول الصالحة للملاحة ... قد تكون ضرورية لتنظيم تدفق المجاري المائية الصالحة للملاحة ....» وهذا يعني أن الحكومة الفيدرالية ستكون قادرة على شراء الأراضي الخاصة الأرض إذا كان الشراء ضروريًا لحماية منابع الأنهار ومستجمعات المياه في شرق الولايات المتحدة. علاوة على ذلك سمح القانون بالحفاظ على الأراضي المكتسبة من خلال هذا القانون والمحافظة عليها كأراضي حرجية وطنية. قبل ست سنوات نقل قانون النقل لعام 1905 السيطرة على محميات الغابات الفيدرالية من مكتب الأراضي العام التابع لوزارة الداخلية إلى وزارة الزراعة وخدمة الغابات التابعة لها. لم تُمنح مسؤولية الأراضي التي تم شراؤها من خلال قانون الأسابيع لرئيس الغابات السابق جيفورد بينشوت لأنه استقال من اللجنة الوطنية لحماية الغابات في عام 1907، بشرط أنه لن يستقيل إلا إذا كان بإمكانه تعيين خليفته. أدى هذا الشرط إلى تقليد خدمة الغابات في اختيار رأس لديه معرفة بالغابات. من خلال الحصول على الأرض من خلال قانون الأسابيع، حصل خليفة بينشوت على سلطة إصدار تصاريح لتطوير الطاقة المائية في الغابات الوطنية. خصص قانون الأسابيع 9 ملايين دولار لشراء 6 ملايين فدان (24.000 كم 2) من الأراضي في شرق الولايات المتحدة.